# Mala Derebciînka, Șarhorod
Mala Derebciînka (în ucraineană Мала Деребчинка) este un sat în comuna Derebciîn din raionul Șarhorod, regiunea Vinnița, Ucraina.

## Demografie
Componența lingvistică a localității Mala Derebciînka
     Ucraineană (99,62%)
     Alte limbi (0,38%)
Conform recensământului din 2001, majoritatea populației localității Mala Derebciînka era vorbitoare de ucraineană (99,62%), existând în minoritate și vorbitori de alte limbi.